# Copa de Naciones del Golfo
La Copa de Naciones del Golfo (كأس الخليج العربي ) es un torneo de fútbol de las selecciones árabes cercanas al Golfo Pérsico que se celebra cada dos años. El torneo fue organizado por la Unión Árabe de Fútbol Asociación (UAFA) hasta la edición del 2017 luego de que fuera creada la Federación de Fútbol de la Copa de Naciones del Golfo en 2016.

## Palmarés
| Año          | Sede                   | Campeón                | Resultado       | Subcampeón             | Tercer lugar                    | Resultado                       | Cuarto lugar                    |
| ------------ | ---------------------- | ---------------------- | --------------- | ---------------------- | ------------------------------- | ------------------------------- | ------------------------------- |
| 1970 Detalle | Baréin                 | Kuwait                 | Lig.            | Baréin                 | Arabia Saudita                  | Lig.                            | Catar                           |
| 1972 Detalle | Arabia Saudita         | Kuwait                 | Lig.            | Arabia Saudita         | Emiratos Árabes Unidos          | Lig.                            | Catar                           |
| 1974 Detalle | Kuwait                 | Kuwait                 | 4:0             | Arabia Saudita         | Emiratos Árabes Unidos          | 1:1 3:0 penales                 | Catar                           |
| 1976 Detalle | Catar                  | Kuwait                 | Lig.            | Irak                   | Catar                           | Lig.                            | Baréin                          |
| 1979 Detalle | Irak                   | Irak                   | Lig.            | Kuwait                 | Arabia Saudita                  | Lig.                            | Baréin                          |
| 1982 Detalle | Emiratos Árabes Unidos | Kuwait                 | Lig.            | Baréin                 | Emiratos Árabes Unidos          | Lig.                            | Arabia Saudita                  |
| 1984 Detalle | Omán                   | Irak                   | 1:1 3:2 penales | Catar                  | Arabia Saudita                  | Lig.                            | Emiratos Árabes Unidos          |
| 1986 Detalle | Baréin                 | Kuwait                 | Lig.            | Emiratos Árabes Unidos | Arabia Saudita                  | Lig.                            | Catar                           |
| 1988 Detalle | Arabia Saudita         | Irak                   | Lig.            | Emiratos Árabes Unidos | Arabia Saudita                  | Lig.                            | Baréin                          |
| 1990 Detalle | Kuwait                 | Kuwait                 | Lig.            | Catar                  | Baréin                          | Lig.                            | Omán                            |
| 1992 Detalle | Catar                  | Catar                  | Lig.            | Baréin                 | Arabia Saudita                  | Lig.                            | Emiratos Árabes Unidos          |
| 1994 Detalle | Arabia Saudita         | Arabia Saudita         | Lig.            | Emiratos Árabes Unidos | Baréin                          | Lig.                            | Catar                           |
| 1996 Detalle | Omán                   | Kuwait                 | Lig.            | Catar                  | Arabia Saudita                  | Lig.                            | Emiratos Árabes Unidos          |
| 1998 Detalle | Baréin                 | Kuwait                 | Lig.            | Arabia Saudita         | Emiratos Árabes Unidos          | Lig.                            | Omán                            |
| 2002 Detalle | Arabia Saudita         | Arabia Saudita         | Lig.            | Catar                  | Kuwait                          | Lig.                            | Baréin                          |
| 2003 Detalle | Kuwait                 | Arabia Saudita         | Lig.            | Baréin                 | Catar                           | Lig.                            | Omán                            |
| 2004 Detalle | Catar                  | Catar                  | 1:1 6:5 penales | Omán                   | Baréin                          | 3:1                             | Kuwait                          |
| 2007 Detalle | Emiratos Árabes Unidos | Emiratos Árabes Unidos | 1:0             | Omán                   | y Arabia Saudita y Baréin       | y Arabia Saudita y Baréin       | y Arabia Saudita y Baréin       |
| 2009 Detalle | Omán                   | Omán                   | 0:0 6:5 penales | Arabia Saudita         | y Kuwait y Catar                | y Kuwait y Catar                | y Kuwait y Catar                |
| 2010 Detalle | Yemen                  | Kuwait                 | 1:0             | Arabia Saudita         | y Irak y Emiratos Árabes Unidos | y Irak y Emiratos Árabes Unidos | y Irak y Emiratos Árabes Unidos |
| 2013 Detalle | Baréin                 | Emiratos Árabes Unidos | 2:1 (pró.)      | Irak                   | Kuwait                          | 6:1                             | Baréin                          |
| 2014 Detalle | Arabia Saudita         | Catar                  | 2:1             | Arabia Saudita         | Emiratos Árabes Unidos          | 1:0                             | Omán                            |
| 2017 Detalle | Kuwait                 | Omán                   | 0:0 5:4 penales | Emiratos Árabes Unidos | y Irak y Baréin                 | y Irak y Baréin                 | y Irak y Baréin                 |
| 2019 Detalle | Catar                  | Baréin                 | 1:0             | Arabia Saudita         | y Irak y Catar                  | y Irak y Catar                  | y Irak y Catar                  |
| 2023 Detalle | Irak                   | Irak                   | 3:2 (pró.)      | Omán                   | y Baréin y Catar                | y Baréin y Catar                | y Baréin y Catar                |
| 2024 Detalle | Kuwait                 | Baréin                 | 2:1             | Omán                   | y Arabia Saudita y Kuwait       | y Arabia Saudita y Kuwait       | y Arabia Saudita y Kuwait       |

- Irak no participó en las ediciones de 1990 a 2003.

## Títulos
En cursiva, se indica el torneo en que el equipo fue local. 
| País                   | Campeón                                                         | Subcampeón                                   | Tercer lugar                                 | Cuarto lugar                     | Semifinales          |
| ---------------------- | --------------------------------------------------------------- | -------------------------------------------- | -------------------------------------------- | -------------------------------- | -------------------- |
| Kuwait                 | 10 (1970, 1972, 1974, 1976, 1982, 1986, 1990, 1996, 1998, 2010) | 1 (1979)                                     | 2 (2002, 2013)                               | 1 (2004)                         | 2 (2009, 2024)       |
| Irak                   | 4 (1979, 1984, 1988, 2023)                                      | 2 (1976, 2013)                               |                                              |                                  | 3 (2010, 2017, 2019) |
| Arabia Saudita         | 3 (1994, 2002, 2003)                                            | 7 (1972, 1974, 1998, 2009, 2010, 2014, 2019) | 7 (1970, 1979, 1984, 1986, 1988, 1992, 1996) | 1 (1982)                         | 2 (2007, 2024)       |
| Catar                  | 3 (1992, 2004, 2014)                                            | 4 (1984, 1990, 1996, 2002)                   | 2 (1976, 2003)                               | 5 (1970, 1972, 1974, 1986, 1994) | 3 (2009, 2019, 2023) |
| Emiratos Árabes Unidos | 2 (2007, 2013)                                                  | 4 (1986, 1988, 1994, 2017)                   | 5 (1972, 1974, 1982, 1998, 2014)             | 3 (1984, 1992, 1996)             | 1 (2010)             |
| Baréin                 | 2 (2019, 2024)                                                  | 4 (1970, 1982, 1992, 2003)                   | 3 (1990, 1994, 2004)                         | 5 (1976, 1979, 1988, 2002, 2013) | 3 (2007, 2017, 2023) |
| Omán                   | 2 (2009, 2017)                                                  | 4 (2004, 2007, 2023, 2024)                   |                                              | 4 (1990, 1998, 2003, 2014)       |                      |

## Tabla general
Actualizada a la edición de 2024.
| Pos. | Selección       | Part. | PJ  | PG | PE | PP | GF  | GC  | Dif | Pts |
| ---- | --------------- | ----- | --- | -- | -- | -- | --- | --- | --- | --- |
| 1    | Arabia Saudita  | 28    | 116 | 59 | 25 | 32 | 175 | 114 | +61 | 202 |
| 2    | Kuwait          | 29    | 120 | 58 | 26 | 35 | 200 | 119 | +81 | 200 |
| 3    | Catar           | 28    | 119 | 42 | 28 | 44 | 138 | 138 | 0   | 154 |
| 4    | Emiratos Árabes | 27    | 117 | 41 | 31 | 42 | 122 | 142 | −20 | 154 |
| 5    | Baréin          | 29    | 116 | 38 | 35 | 43 | 127 | 144 | −17 | 149 |
| 6    | Irak            | 19    | 66  | 31 | 22 | 13 | 118 | 64  | +54 | 115 |
| 7    | Omán            | 28    | 114 | 22 | 30 | 59 | 96  | 188 | −92 | 105 |
| 8    | Yemen           | 13    | 36  | 0  | 6  | 29 | 15  | 92  | −77 | 9   |

## Estadísticas

### Máximos goleadores
|    | Jugador           | País                   | Goles |
| -- | ----------------- | ---------------------- | ----- |
| 1  | Jasem Yaqoub      | Kuwait                 | 18    |
| 2  | Majed Abdullah    | Kuwait                 | 17    |
| 2  | Hussein Saeed     | Irak                   | 17    |
| 4  | Jasem Al Huwaidi  | Kuwait                 | 14    |
| 4  | Faisal Al-Dakhil  | Kuwait                 | 14    |
| 6  | Ali Mabkhout      | Emiratos Árabes Unidos | 13    |
| 6  | Mansour Muftah    | Catar                  | 13    |
| 8  | Bader Al-Mutawa   | Kuwait                 | 12    |
| 8  | Yussef Al-Suwayed | Kuwait                 | 12    |
| 10 | Fahad Khamees     | Emiratos Árabes Unidos | 10    |
| 10 | Mahmoud Soufi     | Catar                  | 10    |
| 10 | Yasser Al-Qahtani | Arabia Saudita         | 10    |

- Jugadores en negrita siguen en actividad.

### Goleadores por edición
| Año  | Jugador                                                    | Selección                                           | Goles |
| ---- | ---------------------------------------------------------- | --------------------------------------------------- | ----- |
| 1970 | Mohammed Masawd Jawad Khalif                               | Kuwait                                              | 3     |
| 1972 | Hamad Bu Hamood                                            | Kuwait                                              | 6     |
| 1974 | Jasem Yaqoub                                               | Kuwait                                              | 6     |
| 1976 | Jasem Yaqoub                                               | Kuwait                                              | 9     |
| 1979 | Hussein Saeed                                              | Irak                                                | 10    |
| 1982 | Ebrahim Zwaeed Saleem Khalifa Yussif Swaid Majed Abdullah  | Baréin Emiratos Árabes Unidos Kuwait Arabia Saudita | 3     |
| 1984 | Hussain Saeed                                              | Irak                                                | 7     |
| 1986 | Fahad Khamees                                              | Emiratos Árabes Unidos                              | 6     |
| 1988 | Zuhair Bukheet Ahmad Radhi                                 | Emiratos Árabes Unidos Irak                         | 4     |
| 1990 | Mohammed Ebrahim Hajeyah                                   | Kuwait                                              | 5     |
| 1992 | Mubarak Mustafa                                            | Catar                                               | 3     |
| 1994 | Fuad Anwar Mahmoud Soufi                                   | Arabia Saudita Catar                                | 4     |
| 1996 | Mohammed Salem Al-Enazi                                    | Catar                                               | 4     |
| 1998 | Jasem Al Huwaidi                                           | Kuwait                                              | 9     |
| 2002 | Oman Hani Al-Dhabit                                        | Omán                                                | 5     |
| 2003 | Talal Yousef                                               | Baréin                                              | 5     |
| 2004 | Amad Al Hosni                                              | Omán                                                | 4     |
| 2007 | Ismail Matar                                               | Emiratos Árabes Unidos                              | 5     |
| 2010 | Bader Al-Mutawa Alaa Abdul-Zahra                           | Kuwait Irak                                         | 3     |
| 2013 | Ahmed Khalil Abdulhadi Khamis                              | Emiratos Árabes Unidos Kuwait                       | 3     |
| 2014 | Ali Mabkhout                                               | Emiratos Árabes Unidos                              | 5     |
| 2017 | Ali Husni Ali Faez Jamal Rashid Almoez Ali Said Al-Ruzaiqi | Irak Baréin Catar Omán                              | 2     |
| 2019 | Ali Mabkhout                                               | Emiratos Árabes Unidos                              | 5     |
| 2023 | Aymen Hussein Ibrahim Bayesh                               | Irak                                                | 3     |
| 2024 | Mohamed Marhoon Abdullah Al-Hamdan Issam Al-Sabhi          | Baréin Arabia Saudita Omán                          | 3     |

## Desempeño
| Selección       | 1970 | 1972 | 1974 | 1976 | 1979 | 1982 | 1984 | 1986 | 1988 | 1990 | 1992 | 1994 | 1996 | 1998 | 2002 | 2003 | 2004 | 2007 | 2009 | 2010 | 2013 | 2014 | 2017 | 2019 | 2023 | 2024 | 2026 | Total |
| --------------- | ---- | ---- | ---- | ---- | ---- | ---- | ---- | ---- | ---- | ---- | ---- | ---- | ---- | ---- | ---- | ---- | ---- | ---- | ---- | ---- | ---- | ---- | ---- | ---- | ---- | ---- | ---- | ----- |
| Baréin          | 2º   | ×    | GS   | 4º   | 4º   | 2º   | GS   | GS   | 4º   | 3º   | 2º   | 3º   | GS   | GS   | GS   | 2º   | 3º   | SF   | GS   | GS   | 4º   | GS   | SF   | 1º   | SF   | 1º   | Q    | 26    |
| Emiratos Árabes |      | 3º   | 4º   | GS   | GS   | 3º   | 4º   | 2º   | 2º   | GS   | 4º   | 2º   | 4º   | 3º   | GS   | GS   | GS   | 1º   | GS   | SF   | 1º   | 3º   | 2º   | GS   | GS   | GS   | Q    | 26    |
| Irak            |      |      |      | 2º   | 1º   | ×    | 1º   | GS   | 1º   | ×    |      |      |      |      |      |      | GS   | GS   | GS   | SF   | 2º   | GS   | SF   | SF   | 1º   | GS   | Q    | 16    |
| Kuwait          | 1º   | 1º   | 1º   | 1º   | 2º   | 1º   | GS   | 1º   | GS   | 1º   | GS   | GS   | 1º   | 1º   | 3º   | GS   | 4º   | GS   | SF   | 1º   | 3º   | GS   | GS   | GS   | GS   | SF   | Q    | 27    |
| Omán            |      |      | GS   | GS   | GS   | GS   | GS   | GS   | GS   | 4º   | GS   | GS   | GS   | 4º   | GS   | 4º   | 2º   | 2º   | 1º   | GS   | GS   | 4º   | 1º   | GS   | 2º   | 2º   | Q    | 25    |
| Catar           | 4º   | 4º   | 3º   | 3º   | GS   | GS   | 2º   | 4º   | GS   | 2º   | 1º   | 4º   | 2º   | GS   | 2º   | 3º   | 1º   | GS   | SF   | GS   | GS   | 1º   | GS   | SF   | SF   | GS   | Q    | 27    |
| Arabia Saudita  | 3º   | 2º   | 2º   | GS   | 3º   | 4º   | 3º   | 3º   | 3º   |      | 3º   | 1º   | 3º   | 2º   | 1º   | 1º   | GS   | SF   | 2º   | 2º   | GS   | 2º   | GS   | 2º   | GS   | SF   | Q    | 26    |
| Yemen           |      |      |      |      |      |      |      |      |      |      |      |      |      |      |      | GS   | GS   | GS   | GS   | GS   | GS   | GS   | GS   | GS   | GS   | GS   | Q    | 12    |
| Total           | 4    | 5    | 6    | 7    | 7    | 7    | 7    | 7    | 7    | 6    | 6    | 6    | 6    | 6    | 6    | 7    | 8    | 8    | 8    | 8    | 8    | 8    | 8    | 8    | 8    | 8    | 8    |       |

### Simbología
| - 1º – Campeón - 2º – Finalista - 3º – 3º Lugar - 4º – 4º Lugar - SF – Semifinales | - - Anfitrión - GS - Fase de grupos - q - Clasificado - × – No participó / Se retiró / Desclasificado - – No era miembro AGCFF |